# ديفيد جونز (لاعب كرة قدم أسترالي)
ديفيد جونز (بالإنجليزية: David Jones)‏ هو لاعب كرة قدم أسترالي، ولد في 1 أبريل 1955 في فريمانتل في أستراليا. شارك مع منتخب أستراليا لكرة القدم. أما مع النوادي، فقد لعب مع نادي أديلايد سيتي لكرة القدم.